# 沙朗牛排

美国式切法，草绿色為沙朗牛排的位置

英国式切法，草绿色為沙朗牛排的位置

，是一种牛排，具体的部位不同地区说法不同。

## 美国
沙朗牛排在美国指牛后腰脊柱两侧的肉，肉质细嫩，价格高。其中顶部（top sirloin）的肉质最好，价格最高，一般会标明。

## 英国、香港
沙朗牛排在英国、香港等地指牛胸脊肉部分，肉质细嫩度次于菲力牛排，售价也较低于菲力牛排，上端部分的西冷牛排较为鲜嫩，售价亦稍高。
Sirloin 西冷為牛隻後腰脊柱兩側的後腰脊肉，此部位靠近腿部之運動肌肉，所以肉質嫩度適中、油花較少只有邊旁的一大片脂肪。

## 名称流变

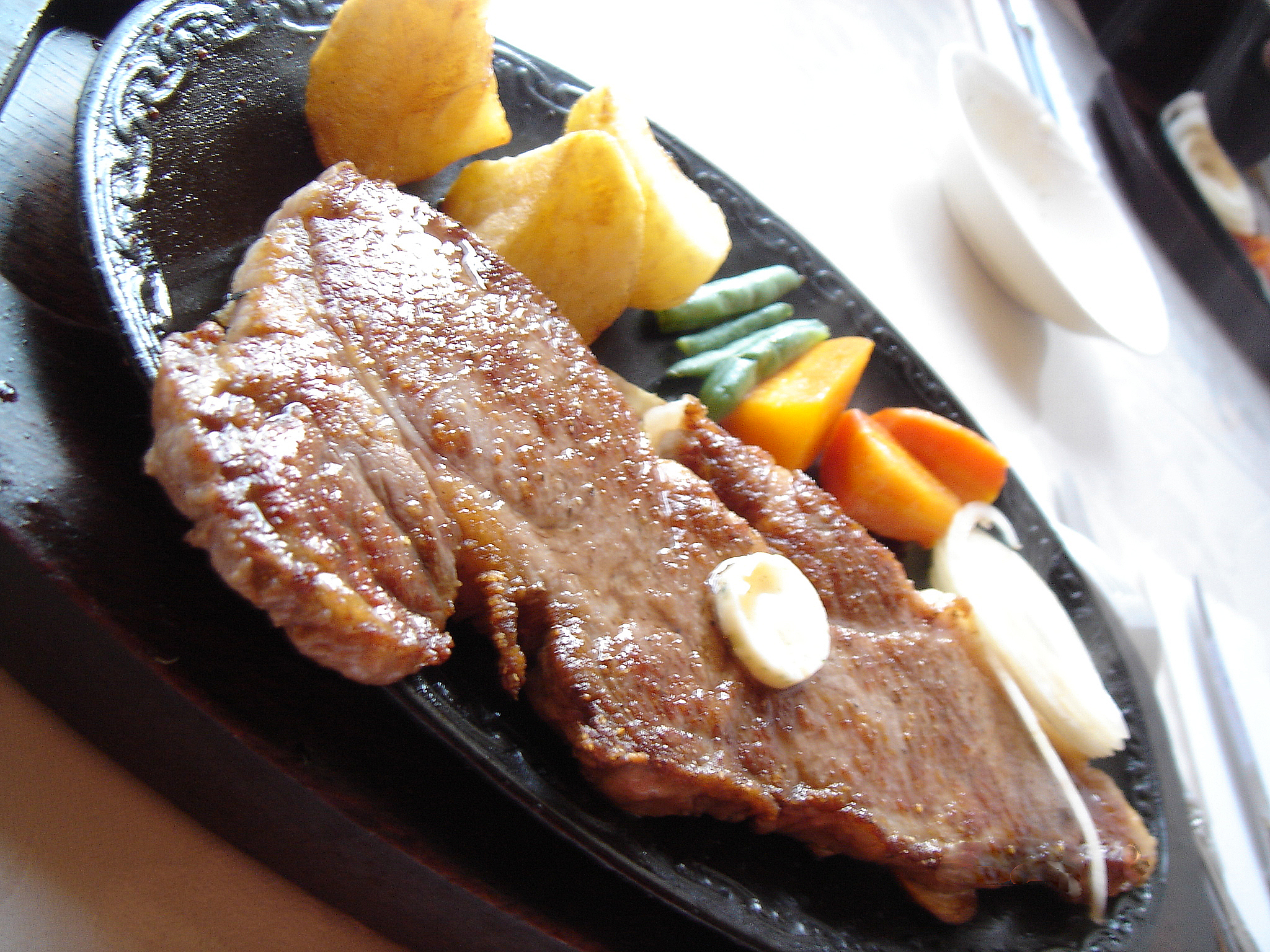
但马牛西冷牛排

“Sirloin”来自中古英文中的“surloine”，而这个词又来源于古法文中的“surlonge”（sur la longe），表示“在腰上面”。其中的“Sir”表示“上部”，与现在的用法“爵士/先生”无关。不过香港有些商家仍然称其为“爵士牛排”。有传说称Sirloin是詹姆士一世覺得太好吃了，授予爵位（莎朗爵士），也有另一派認為只是附會。。牛腰部以上的肉在现代法语中被称为aloyau或faux-filet。